# نور علام
نور علام (5 ديسمبر 1929 - 30 يونيو 2003) كان لاعب هوكي الحقل باكستاني  فاز بالميدالية الذهبية في الألعاب الأولمبية الصيفية 1960 والميدالية الفضية في الألعاب الأولمبية الصيفية 1956. وكان أيضا عضوا في الفريق الباكستاني الفائز لسنة 1958 و 1962 في دورة الألعاب الآسيوية.

## روابط خارجية
- نور علام على موقع اللجنة الأولمبية الدولية (الإنجليزية)
- نور علام على موقع أوليمبيديا (الإنجليزية)